# Beginning (菅崎茜のアルバム)
『beginning』（ビギニング）はGIZA studioから発売された菅崎茜の1stアルバム。

## 内容
全曲の作詞を担当した唯一のオリジナル・アルバム。レコーディングは学校の下校時に会社に寄りレコーディングするというスケジュールで行われた。
菅崎茜名義では現在のところ最後の作品となっている。

## 収録曲
全曲作詞：菅崎茜
1. 星に願いを〜I wish upon a star〜
作曲：増田恵子　編曲：尾城九龍
2. beginning dream
作曲：大野愛果　編曲：大賀好修
3. La La La‥〜夢を見つめたままで〜
作曲：岡本仁志　編曲：尾城九龍
4. いつまでも ずっと
作曲：岡本仁志　編曲：小林哲
5. 君の名前 呼ぶだけで
作曲・編曲：徳永暁人
6. 君に会いたくて
作曲：大野愛果　編曲：大賀好修
7. Ribbon in the sky
作曲：増田恵子　編曲：大賀好修
8. 春の陽だまりの中で
作曲：大野愛果　編曲：小林哲
9. Truth
作曲：大野愛果　編曲：大賀好修
10. ボーイフレンド
作曲：岡本仁志　編曲：大賀好修
「恋ごころ」のカップリング曲。
11. Promises
作曲：麻井寛史　編曲：小林哲
「beginning dream」のカップリング曲。
12. 恋ごころ
作曲：大野愛果　編曲：小林哲

## レコーディング参加
- 大賀好修 - ギター
- 近藤房之助 - ギター
- 徳永暁人 - アコースティックギター、コーラス
- 麻井寛史（the★tambourines） - ベース
- 宇徳敬子 - コーラス
- 大野愛果 - コーラス